# Aviso colonial

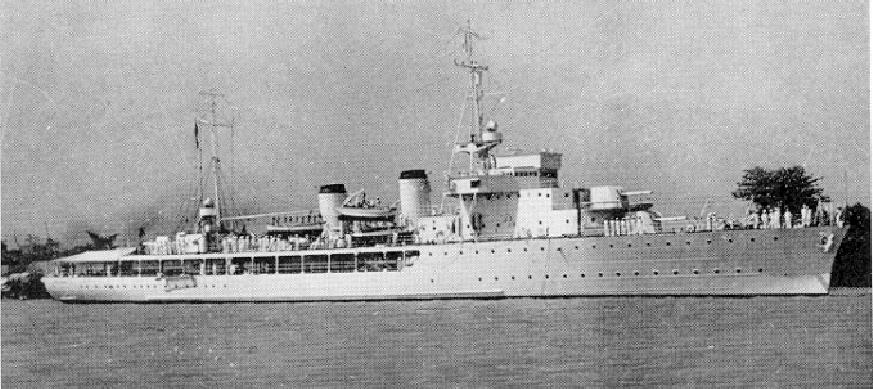
Aviso colonial de classe Bougainville, les 3 images proviennent du livret ONI203 pour l'identification des navires de la marine française, édité par la division du renseignement naval du département de la Marine des États-Unis (9 novembre 1942)

L'aviso colonial est une dénomination française de navire de guerre utilisé entre le XIXe siècle jusqu'à l'après-Seconde Guerre mondiale. Ces navires, comme leur nom l'indique, sont destinés à opérer dans les eaux des empires coloniaux. 

## Fonction
Prévus  pour opérer dans l'empire colonial français, ces navires à très grand rayon d'action sont en mesure de remonter les fleuves d'Afrique et d'Asie grâce à leur faible tirant d'eau et embarquer une compagnie d'infanterie de marine.

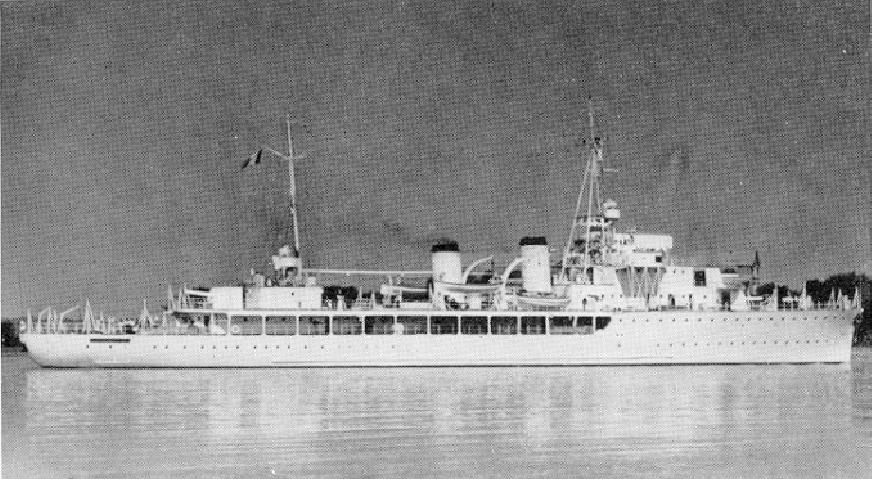
Aviso colonial, livret ONI203 pour l'identification des navires de la marine française, édité par la division du renseignement naval du département de la Marine des États-Unis (9 novembre 1942)

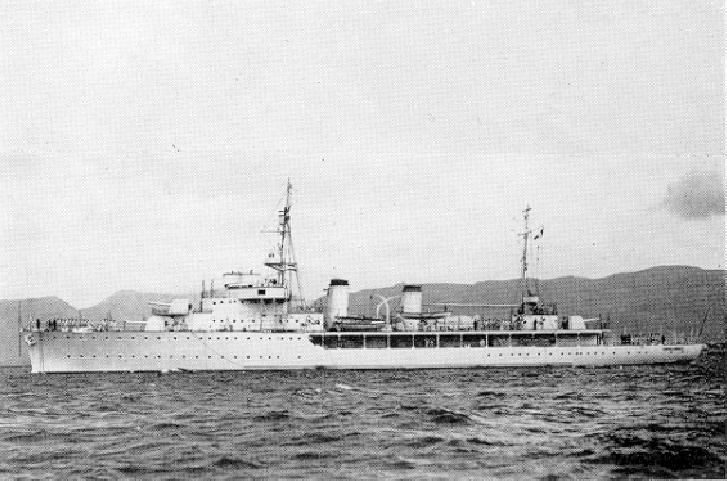
Aviso colonial de la classe Bougainville.